# Varför bygger du Noa en båt
Varför bygger du Noa en båt? är en psalmtext med tolv verser, som uppges vara diktade av väckelsepredikanten, sångförfattaren och kompositören George Flodén. Anders Georg Flodén föddes 25 maj 1893 på gården Maden i Skallsjö, Västergötland. Han avled 1975 i Santa Monica, Kalifornien, USA. Hans mest kända psalmtext är Gyllne morgon, som han diktade 1918.
År 1920 utgavs 3:e och 4:e upplagan av hans 64-sidiga skrift Klocktoner.
Sången Varför bygger du Noa en båt finns på en inspelning från 1950 av Erik Samuelsson på skivbolaget Hemmets Härold.

## Publicerad i
- Sions Sånger 1951 som nr 228 i "Tillägget".
- Sions Sånger 1981 som nr 79 under rubriken "Nådekallelsen".